# Копальня Фенікс
Копальня Фенікс – колишній гірничодобувний майданчик у центральній частині Тихого океану на острові Фенікс (Равакі) зі складу архіпелагу Фенікс (наразі належить державі Кірибаті).
У другій половині XIX століття на тлі зростаючого попиту на добрива велись пошуки та видобуток гуано на численних островах світового океану. Зокрема, в 1862 році американська Phoenix Guano Company узялась за видобуток на Феніксі (також працювала на розташованих у тій же групі островах Мак-Кін та Ендербері).
Для зменшення витрат на розробку на початку 1860-х Phoenix Guano Company домовилась з American Guano Company про спільне фрахтування судна постачання, яке раз на 2 – 3 місяці доправляло припаси та нових працівників на задіяні у видобутку гуано острови Фенікс, Мак-Кін, Ендербері, Бейкер та Джарвіс (останні два відносились до діяльності American Guano Company).
Доволі швидко запаси добрива були вилучені і в 1871-му розробка припинилась. Всього з острова Фенікс вивезли від 20 до 40 тисяч тонн гуано.